# Capela de Santo António (Almodôvar)
A Capela de Santo António é um monumento religioso na vila de Almodôvar, na região do Alentejo, em Portugal.

## Descrição e história
O edifício situa-se numa área isolada fora do casario da vila, junto à estrada que a ligava a Ourique. Integra-se no estilo chão e vernacular, sendo composto pelo edifício da capela em si e uma galilé, este último ligeiramente mais estreito, sendo ambos os volumes cobertos pelo mesmo telhado de duas águas. Junto à cabeceira da capela ergue-se uma sineira. A galilé é rasgada pelo portal principal, de arco redondo e encimado por um óculo, e por duas janelas semelhantes em cada alçado lateral. No interior encontra-se o acesso à nave, por um portal de verga recta.
Na nave encontram-se três arcadas cegas, duas laterais repetindo o esquema do alpendre, enquanto que a terceira, situada na cabeceira, forma um pequeno altar-mor, com nicho. No seu interior destacam-se os vestígios de pinturas murais, que provavelmente retratariam cenas da vida de Santo António, com anjos e outras figuras decorativas, como motivos eucarísticos e geométricos. Na nave existia uma porta lateral, que foi entaipada.
A capela foi edificada no século XVII. Foi classificada como Imóvel de Interesse Público pelo Decreto n.º 251/70, de 3 de Junho. Em 1986 a Direcção-Geral dos Edifícios e Monumentos Nacionais fez obras de restauro, que incluíram a substituição dos arcos transversais, de forma quebrada, que suportavam o telhado, tendo sido mantidos apenas os do alpendre. Em 1999 foi alvo de trabalbos arqueológicos, como parte do programa de Levantamento da Carta Arqueológica de Almodôvar.

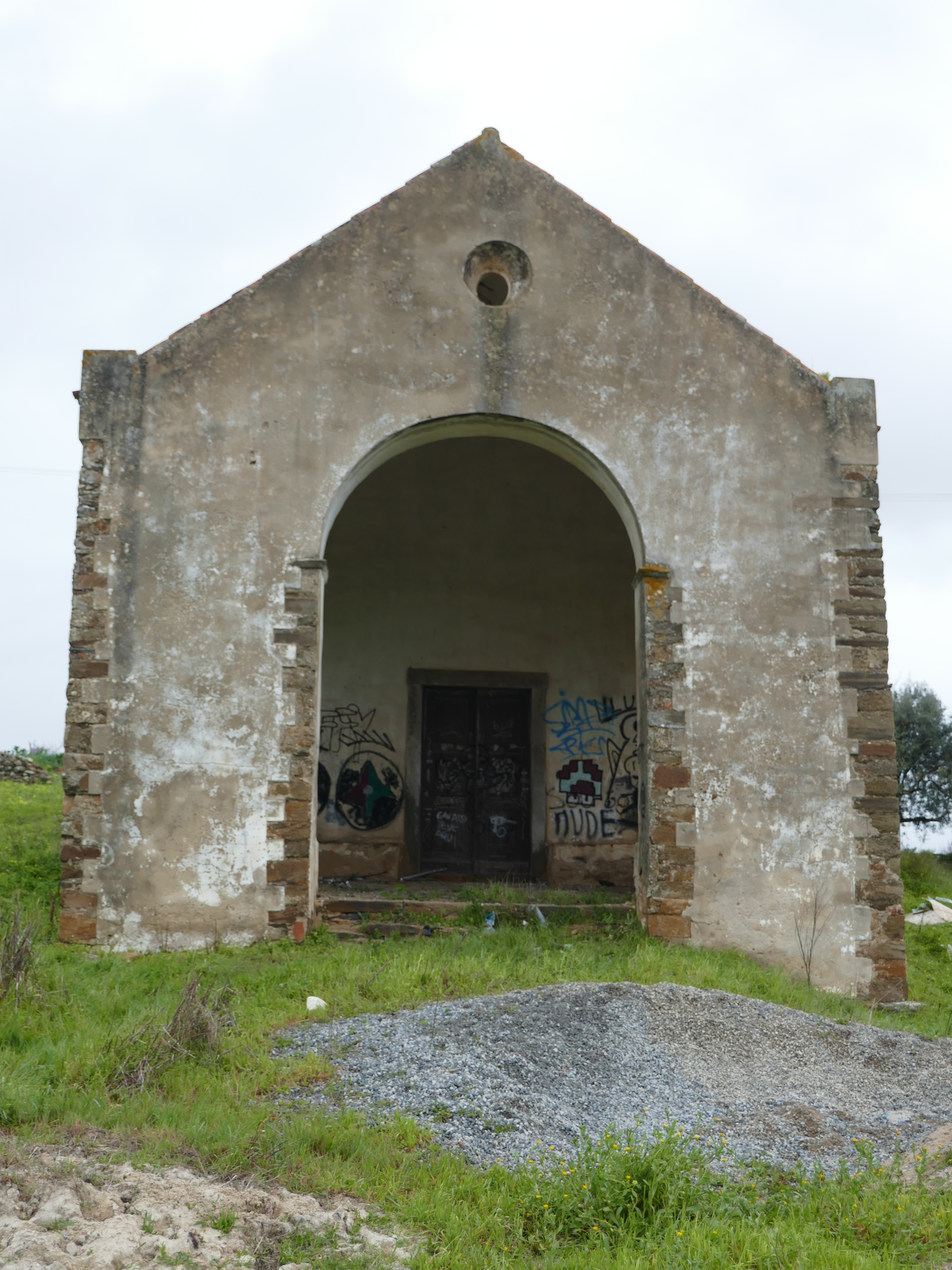
Fachada principal da capela, vendo-se o interior do nartex.

## Ligações Externas
- Capela de Santo António na base de dados Ulysses da Direção-Geral do Património Cultural
- Capela de Santo António na base de dados SIPA da Direção-Geral do Património Cultural
- Almodôvar - Capela de Santo António na base de dados Portal do Arqueólogo da Direção-Geral do Património Cultural